# Emanuele Maurizio d'Elbeuf
Emanuele Maurizio di Lorena (Emmanuel Maurice; Parigi, 30 dicembre 1677 – 17 luglio 1763) fu duca d'Elbeuf e principe di Lorena. Succedette al fratello Enrico di Lorena come duca. Morì senza figli.

## Biografia
Emanuele Maurizio era il figlio minore di Carlo di Lorena Duca d'Elboeuf e della sua seconda moglie Élisabeth de La Tour d'Auvergne, figlia del Duca di Boillon, membro dell'illustre Casato di La Tour d'Auvergne. Era una nipote del visconte di Turenna.
Membro del Casato di Guisa fondato da Claudio I di Guisa, fu principe di Lorena in quanto discendente in linea maschile di Renato II, duca di Lorena.
Sua cognata fu Charlotte de Rochechouart de Mortemart, una figlia di Louis Victor de Rochechouart de Mortemart e una nipote di Madame de Montespan. La sua sorellastra Susanna Enrichetta diventò in seguito duchessa di Mantova.
Nel 1706, passò al servizio dell'imperatore Giuseppe I, che lo nominò luogotenente generale della propria cavalleria a Napoli; questa condotta contrariò Luigi XIV, che lo fece processare per diserzione e condannare all'impiccagione in effigie.
Nel 1711, commissionò all'architetto Ferdinando Sanfelice la costruzione di una residenza privata a Portici, una cittadina posta a sudest di Napoli. L'edificio fu chiamato Villa d'Elboeuf, e fu la prima delle 122 ville vesuviane del Miglio d'oro. Esso riveste particolare importanza storica per lo sviluppo di Portici come sito reale. Nel 1738, infatti, Carlo, Re di Napoli e sua moglie Maria Amalia di Sassonia furono costretti a riparare sulla costa porticese da un fortunale che li sorprese in navigazione nel golfo. La coppia reale fu accolta a Villa d'Elboeuf dal nobile proprietario (non più il duca d'Elbeuf, che l'aveva venduta ed era partito da Napoli), e rimase talmente impressionata dalla bellezza della dimora e dei dintorni, da ordinare la costruzione della Reggia di Portici, che divenne residenza estiva di corte. Tale evento dette il via all'edificazione del resto delle ville del Miglio d'Oro, in quanto i nobili napoletani scelsero sempre più numerosi le coste vesuviane per edificare le proprie magioni di campagna e mantenere così il contatto con la coppia reale anche quando lasciava la capitale.
Tra il 1711 ed il 1716, anni della sua permanenza a Portici, il duca d'Elboeuf venne a conoscenza di alcuni reperti dissotterati per caso nella vicina Ercolano durante lo scavo di un pozzo freatico; cominciò quindi a scavare in proprio, riportando alla luce numerosi manufatti con i quali abbellì il proprio palazzo. Per tale motivo è ricordato come iniziatore degli scavi archeologici di Ercolano.
Nel 1719 tornò in Francia, dove riprese possesso dei propri titoli e possedimenti.
Designato prince d'Elbeuf, non era destinato a diventare Duca d'Elbeuf essendo il più giovane dei cinque figli maschi di suo padre. I suoi fratellastri maggiori Carlo (1660–1690), Enrico Federico (1657–1666) e Luigi di Lorena (1662–1693) premorirono al loro padre e il ducato fu quindi ereditato dall'altro fratello sopravvissuto di Emanuele Maurizio, Enrico.
Enrico morì senza nessun figlio sopravvissuto: due dei suoi figli morirono nell'arco di una settimana l'uno dall'altro nel 1705 durante la guerra di successione spagnola. Emanuele Maurizio diventò dunque duca d'Elbeuf nel maggio 1748 e mantenne il titolo fino alla sua morte.
Emanuele Maurizio si sposò due volte: da nessuna delle due unioni ebbe figli. Morì a 85 anni e gli succedette suo cugino di secondo grado Carlo Eugenio di Lorena.

## Matrimoni
Emanuele Maurizio si sposò due volte:
- Maria Teresa Stramboni dei Duchi di Salza (m.1745) - sposata il 25 ottobre 1713;[1] senza figli;[1] la coppia si sposò a Napoli;
- Innocentia Catherine de Rougé du Plessis-Bellière (1707–1794) - sposata il 6 giugno 1747;[1] senza figli.[1]

## Ascendenza
|                                           |                                  |                                        | Genitori                               |  |  | Nonni |  |  | Bisnonni            |  |  | Trisnonni           |  |
|                                           |                                  |                                        |                                        |  |  |       |  |  | 8. Carlo I d'Elbeuf |  |  | 16. Renato di guisa |  |
|                                           |                                  |                                        |                                        |  |  |       |  |  | 8. Carlo I d'Elbeuf |  |  | 16. Renato di guisa |  |
|                                           |                                  | 17. Louise de Rieux                    |                                        |  |  |       |  |  | 8. Carlo I d'Elbeuf |  |  |                     |  |
| 4. Carlo II d'Elbeuf                      |                                  |                                        |                                        |  |  |       |  |  | 8. Carlo I d'Elbeuf |  |  |                     |  |
|                                           |                                  | 9. Marguerite de Chabot                | 18. Léonor de Chabot                   |  |  |       |  |  |                     |  |  |                     |  |
|                                           |                                  | 9. Marguerite de Chabot                | 18. Léonor de Chabot                   |  |  |       |  |  |                     |  |  |                     |  |
|                                           |                                  | 9. Marguerite de Chabot                | 19. Jeanne de Rye                      |  |  |       |  |  |                     |  |  |                     |  |
| 2. Carlo III d'Elbeuf                     |                                  | 9. Marguerite de Chabot                |                                        |  |  |       |  |  |                     |  |  |                     |  |
|                                           |                                  | 10. Enrico IV di Francia               | 20. Antonio di Borbone-Vendôme         |  |  |       |  |  |                     |  |  |                     |  |
|                                           |                                  | 10. Enrico IV di Francia               | 20. Antonio di Borbone-Vendôme         |  |  |       |  |  |                     |  |  |                     |  |
|                                           |                                  | 10. Enrico IV di Francia               | 21. Giovanna III di Navarra            |  |  |       |  |  |                     |  |  |                     |  |
| 5. Caterina Enrichetta di Borbone         |                                  | 10. Enrico IV di Francia               |                                        |  |  |       |  |  |                     |  |  |                     |  |
|                                           |                                  | 11. Gabrielle d'Estrées                | 22. Antoine d'Estrées                  |  |  |       |  |  |                     |  |  |                     |  |
|                                           |                                  | 11. Gabrielle d'Estrées                | 22. Antoine d'Estrées                  |  |  |       |  |  |                     |  |  |                     |  |
|                                           |                                  | 11. Gabrielle d'Estrées                | 23. Françoise Babou de La Bourdaisière |  |  |       |  |  |                     |  |  |                     |  |
| 1. Emmanuel Maurice d'Elbeuf              |                                  | 11. Gabrielle d'Estrées                |                                        |  |  |       |  |  |                     |  |  |                     |  |
|                                           | 12. Enrico de La Tour d'Auvergne | 24. François III de La Tour d'Auvergne |                                        |  |  |       |  |  |                     |  |  |                     |  |
|                                           | 12. Enrico de La Tour d'Auvergne | 24. François III de La Tour d'Auvergne |                                        |  |  |       |  |  |                     |  |  |                     |  |
|                                           | 12. Enrico de La Tour d'Auvergne | 25. Éléonore de Montmorency            |                                        |  |  |       |  |  |                     |  |  |                     |  |
| 6. Frédéric Maurice de La Tour d'Auvergne | 12. Enrico de La Tour d'Auvergne |                                        |                                        |  |  |       |  |  |                     |  |  |                     |  |
|                                           |                                  | 13. Elisabetta di Nassau               | 26. Guglielmo I d'Orange               |  |  |       |  |  |                     |  |  |                     |  |
|                                           |                                  | 13. Elisabetta di Nassau               | 26. Guglielmo I d'Orange               |  |  |       |  |  |                     |  |  |                     |  |
|                                           |                                  | 13. Elisabetta di Nassau               | 27. Carlotta di Borbone-Montpensier    |  |  |       |  |  |                     |  |  |                     |  |
| 3. Élisabeth de La Tour d'Auvergne        |                                  | 13. Elisabetta di Nassau               |                                        |  |  |       |  |  |                     |  |  |                     |  |
|                                           |                                  | 14. Frederik van den Bergh             | 28. Willem IV van den Bergh            |  |  |       |  |  |                     |  |  |                     |  |
|                                           |                                  | 14. Frederik van den Bergh             | 28. Willem IV van den Bergh            |  |  |       |  |  |                     |  |  |                     |  |
|                                           |                                  | 14. Frederik van den Bergh             | 29. Maria di Nassau                    |  |  |       |  |  |                     |  |  |                     |  |
| 7. Eleonora van den Bergh                 |                                  | 14. Frederik van den Bergh             |                                        |  |  |       |  |  |                     |  |  |                     |  |
|                                           |                                  | 15. Françoise de Ravenel               | 30. Eustache de Ravenel                |  |  |       |  |  |                     |  |  |                     |  |
|                                           |                                  | 15. Françoise de Ravenel               | 30. Eustache de Ravenel                |  |  |       |  |  |                     |  |  |                     |  |
|                                           |                                  | 15. Françoise de Ravenel               | 31. Marie de Renty                     |  |  |       |  |  |                     |  |  |                     |  |
|                                           |                                  | 15. Françoise de Ravenel               |                                        |  |  |       |  |  |                     |  |  |                     |  |